# Wute (Sprache)
Die Sprache Wute (auch Vute) ist eine mambiloide Sprache des Kamerun mit einigen Tausend Sprechern in Nigeria.
Es wird vom Volk der Wute als Muttersprache gesprochen und hatte im Jahre 1997 20.000 Sprecher im Kamerun und 1.000 Sprecher in Nigeria.